# Henri Van Schingen
Henri Van Schingen, né le 3 décembre 1888 à Beauraing (Belgique) et mort le 2 juillet 1954 à Kikwit (Congo) est un prêtre jésuite belge, missionnaire au Congo et vicaire apostolique du Kwango de 1936 à sa mort.

## Biographie
Né à Beauraing le 3 décembre 1888 - dernier né d'une famille de 13 enfants - le jeune Henri fait ses humanités au collège apostolique de Turnhout et entre au noviciat des Jésuites le 23 septembre 1909.

### Formation et départ au Congo
Les années de noviciat sont suivies d’études de philologie classique aux facultés universitaires de Namur. À cause de la guerre, ses études de philosophie, commencée à Valkenburg (Pays-Bas), continuent sur l’Île de Jersey et se terminent à Oudenbosch (Pays-Bas). À sa demande il est envoyé comme missionnaire au Congo belge et, après un voyage mouvementé, arrive enfin dans la mission de Kisantu le 15 février 1917. 
Pendant quelques mois il est directeur d'école à Lemfu puis réside à Kimbau. Le 8 août 1919, il arrive en Belgique pour ses études de théologie préparatoires au sacerdoce : le père Van Schingen est ordonné prêtre à Louvain le 23 aout 1921.

### Retour au Congo
Le 5 septembre 1924, il est de retour dans sa mission du Kwango où il fonde avec le père Greggio, d’abord le poste missionnaire de Yasa. Il demeure jusqu’en 1936, à l’exception de deux années passée à Leverville (aujourd’hui Lusanga). 
Le 17 décembre 1936 le père Van Schingen est nommé vicaire apostolique du Kwango, succédant à Sylvain van Hee, démissionnaire. Il est ordonné évêque le 2 mai 1937 avec siège titulaire à Phèlbes, un ancien diocèse d’Afrique du Nord. Son ordination a lieu au grand séminaire de Mayidi. De mai à octobre 1937 il fait un voyage en Belgique pour obtenir le soutien financier de bienfaiteurs.
De naturel enjoué et au contact facile Henri Van Schingen, comme pasteur, veille surtout à améliorer la formation spirituelle de ses ouailles. Il est le fondateur de la congrégation religieuse indigène des Sœurs de Marie. La Seconde Guerre mondiale (1940-1944) empêchant les contacts avec la Belgique crée de graves pénuries dans son diocèse. Il doit faire face à des situations très difficiles : ce qui mine sérieusement sa santé. Rhumatisme et autres misères physiques s’aggravent malgré un séjour de santé en Belgique, en 1949. Aussi, la même année, obtient-il un évêque coadjuteur : Joseph Guffens.
Henri Van Schingen, vicaire apostolique du Kwango, meurt le 2 juillet 1954 à 65 ans à Kikwit où il est enterré. Durant les 16 années de son épiscopat, le nombre de chrétiens, dans la région du Kwango, est passé de 75 000 à 251 000 baptisés.

## Écrits
- « La circoncision chez les Bayaka et les Basuku (Kwango) », Congo, vol. II,‎ 1921, p. 51-64.